# Daniel Gooch (ingegnere)
Sir Daniel Gooch (Bedlington, 24 agosto 1816 – Windsor, 15 ottobre 1889) è stato un ingegnere meccanico inglese.
Fu il primo ingegnere capo della Great Western Railway dal 1837 al 1864 e suo Presidente dal 1865 al 1889.

## Biografia
Nacque a Bedlington nel Northumberland, figlio di John Gooch e Anna Longridge. Fece esperienza come ingegnere con varie aziende, tra cui un periodo con la Robert Stephenson & Company. All'età di 21 anni venne assunto da Isambard Kingdom Brunel per la Great Western Railway. I primi anni di lavoro con questa società furono caratterizzati da un grande impegno per la variegata serie di locomotive a scartamento largo ordinate da Brunel. Prendendo il meglio di queste macchine e partendo dal modello GWR Star Class (su cui Gooch e Brunel avevano migliorato il sistema del soffiante, un tubo circolare, posto sotto il camino più o meno in corrispondenza dello scappamento e messo in comunicazione diretta con la caldaia. In questo modo il vapore della caldaia può essere soffiato nel camino per incrementare il tiraggio.) venne progettata la locomotiva per treni passeggeri GWR Firefly Clasas con rodiggio 2-2-2, entrata in servizio nel 1840.

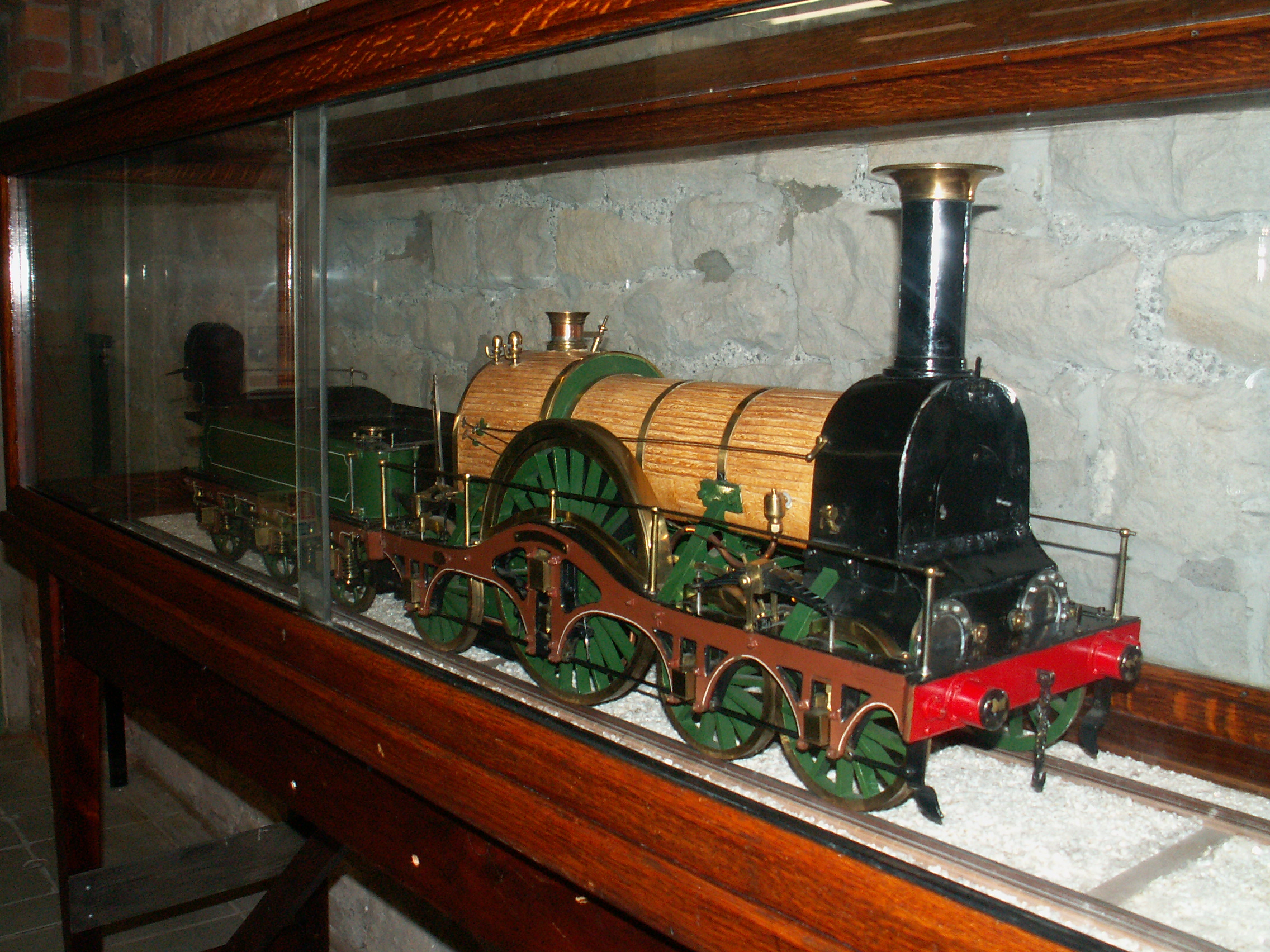
Modello della Iron Duke allo STEAM-Museum di Swindon

Da prove fatte dalla Commissione per lo scartamento ferroviario, risultò che questo tipo di locomotiva era in grado di raggiungere velocità superiori a quella delle locomotive a scartamento standard. Nel 1843, Gooch introdusse un nuovo tipo di cassetto di distribuzione che regola l'introduzione del vapore nel cilindro dove scorre lo stantuffo e al contempo effettua lo scappamento, ossia permette al vapore che ha lavorato nel cilindro di scaricarsi nel camino.
Nel 1840, Gooch individuò in Swindon il sito per le officine dove impostare il ciclo completo di costruzione delle locomotive. Il prototipo fu la GWR Iron Duke Class con rodiggio 4-2-2, una locomotiva in grado di raggiungere i 110 km/h e che, molto rinnovata, vide la fine dello scartamento largo.
Nominato presidente della Great Western Railway Company la salvò dal fallimento e si interessò in modo particolare alla costruzione del Tunnel Severn; tuttavia, il definitivo abbandono dello scartamento largo venne deciso solo dopo la sua morte.
Nel 1860 mise a frutto il suo talento nei campi dell'ingegneria, della finanza e dell'organizzazione per dare avvio alle comunicazioni telegrafiche fra Inghilterra e  Stati Uniti. Come membro dei consigli di amministrazione di tre società interessate al progetto  - la Great Eastern Steamship Company, la Telegraph Constructions and Maintenance Company e la Anglo-American Telegraph Company - Gooch fu in grado di coordinare questa difficile impresa. Nel novembre del 1866, in riconoscimento del suo impegno venne nominato baronetto.
Gooch sposò Margaret Tanner nel 1838. Rimasto vedovo nel 1868, sposò Emily Burder nel 1870. È stato deputato conservatore per la cittadina di Cricklade nel Wiltshire dal 1865 al 1885. Dal 1859 la sua residenza fu a Clewer Park, vicino a Windsor (Regno Unito). Qui morì all'età di 73 anni il 15 ottobre 1889.